# Georg Wästlund
Karl Georg Wästlund, född 11 januari 1905 i Karlstad, död 15 februari 1980 i Stocksund, Danderyds församling, Stockholms län, var en svensk väg- och vattenbyggnadsingenjör och professor.
Wästlund tog studentexamen 1924 och utexaminerades från Kungliga Tekniska högskolan (KTH) 1928. Han blev teknologie doktor och docent i byggnadsstatik där 1934 och var professor i brobyggnad där 1941–70. Han var anställd vid AB Vattenbyggnbyrån 1928–29, 1:e assisent vid KTH:s byggnadsstatiska laboratorium 1929–36, konstruktionschef vid AB Skånska Cementgjuteriet i Malmö 1936–41 och föreståndare för Cement- och betonginstitutet i Stockholm 1946–72. 
Wästlund var ledamot av direktionen för Statens geotekniska institut 1944–71, ordförande i statens betongkommitté från 1956, Nordiska betongförbundets normkommitté från 1961, Svenska betongföreningen 1948–52, vice ordförande i Svenska Teknologföreningen 1951–54, teknisk rådgivare i Internationella föreningen för bro- och byggnadskonstruktion 1947–65, vice ordförande från 1965, ordförande i dess svenska nationalkommitté från 1962, styrelseledamot i Europeiska betongkommittén 1957–71, vice ordförande 1966–71, ordförande Liaison Committee of the International Organizations of Civil Engineering 1963–65 och Réunion Internationale des Laboratoires d'Essais et de Recherches sur les Matériaux et les Constructions (Rilem) 1969–70.
Wästlund innehade expertuppdrag i Colombia och Etiopien, var inspektor för studentkåren vid KTH 1954–60, hedersledamot 1961, blev inspektor för Värmland-Dals nation i Stockholm 1963 och hedersledamot i Värmlands nation i Uppsala 1968, Svenska betongföreningen 1968. Han blev teknologie hedersdoktor i Wien 1952, i München 1967, ledamot av Ingenjörsvetenskapsakademien 1945, hedersledamot av American Concrete Institute 1971 och Rilem 1971.